# Fulga
Fulga is een Roemeense gemeente in het district Prahova.
Fulga telt 3736 inwoners.

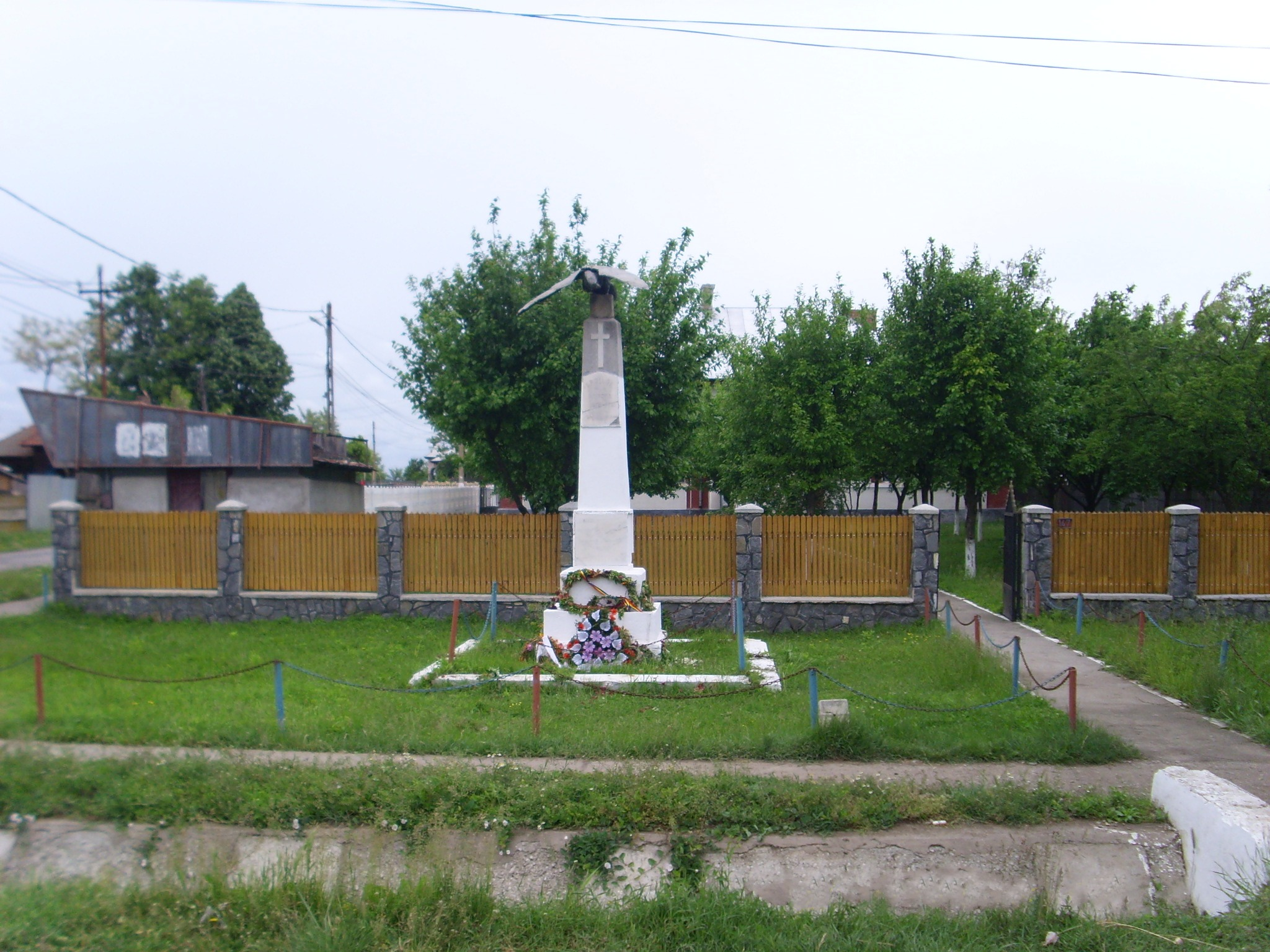
Monument in Fulga
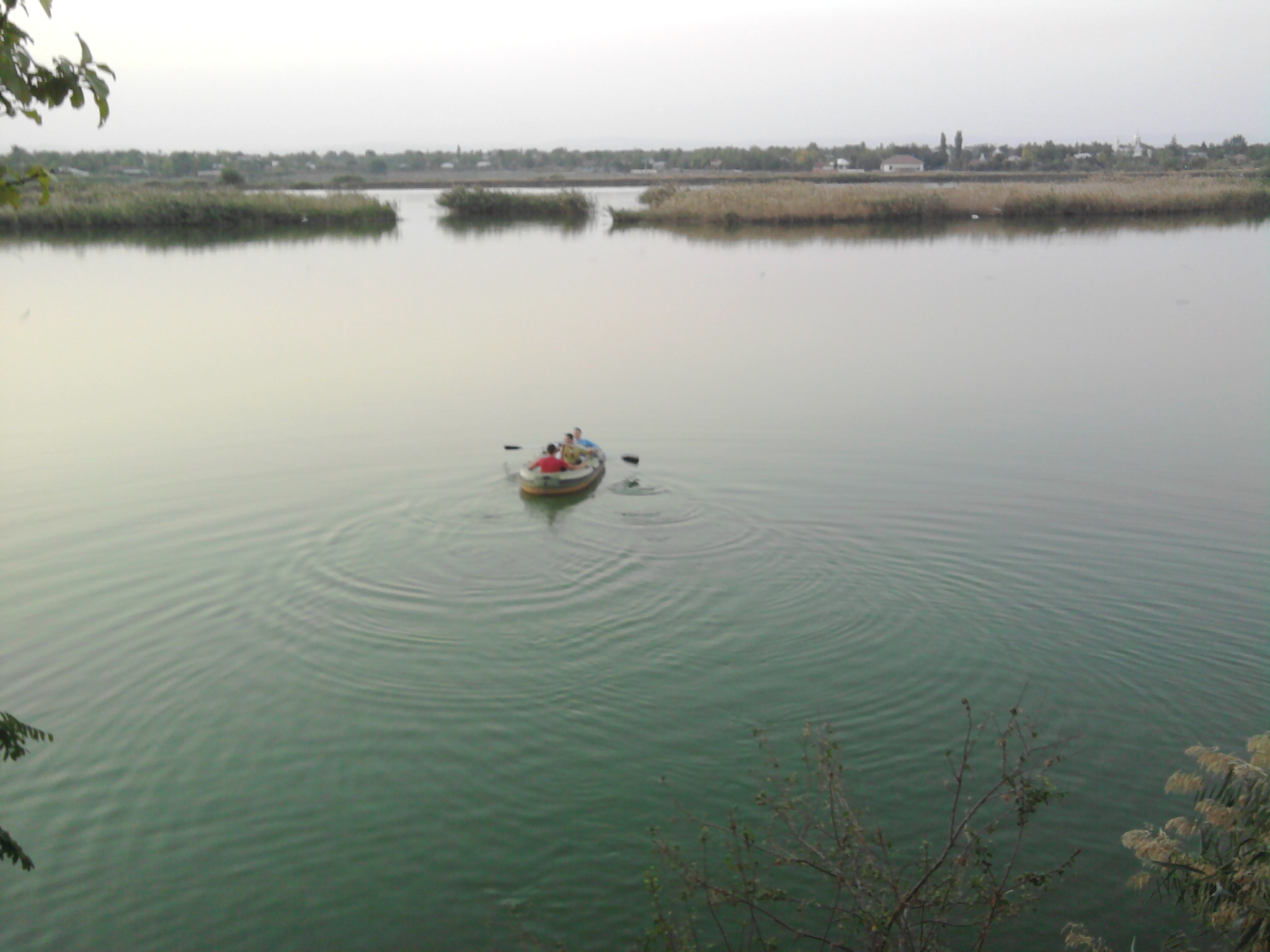
Meer bij Fulga
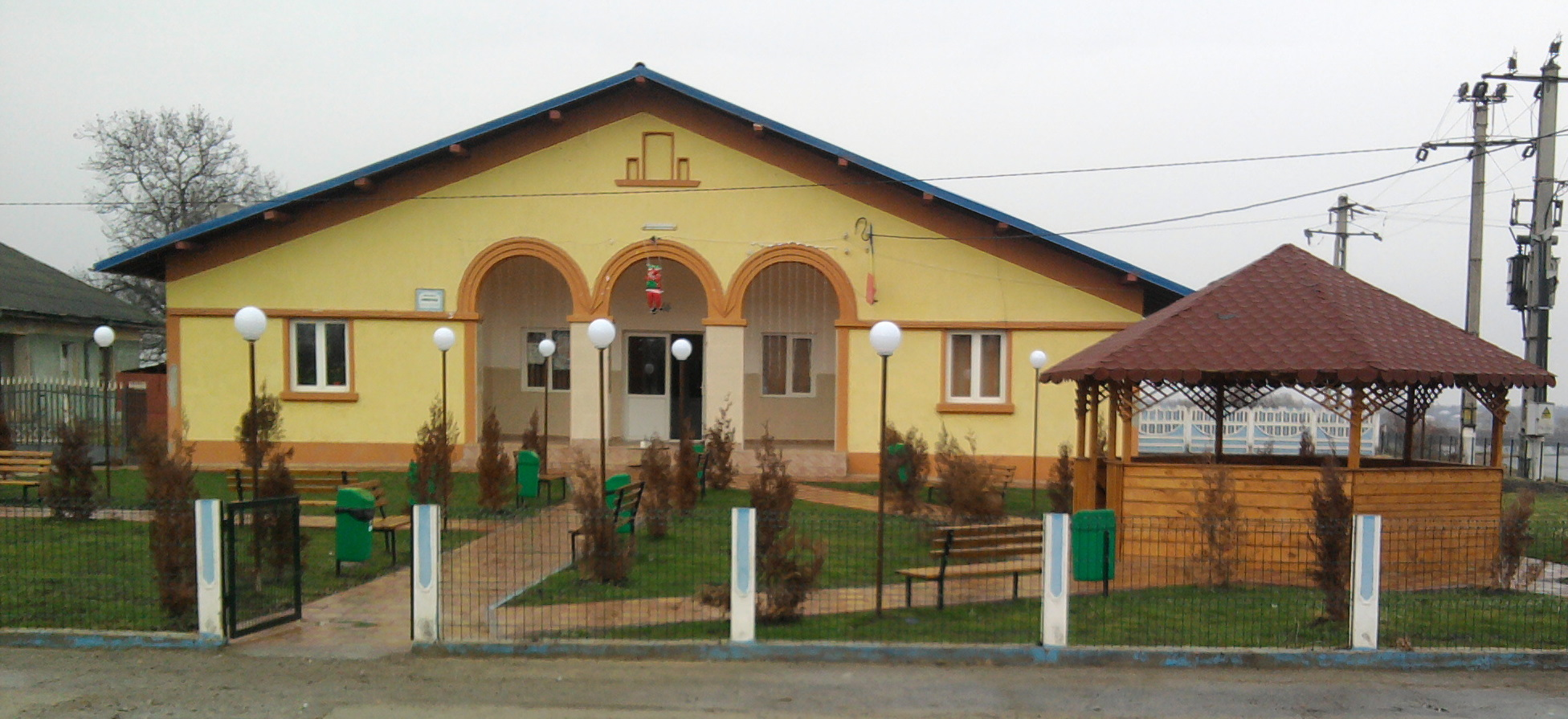
Cultureel centrum
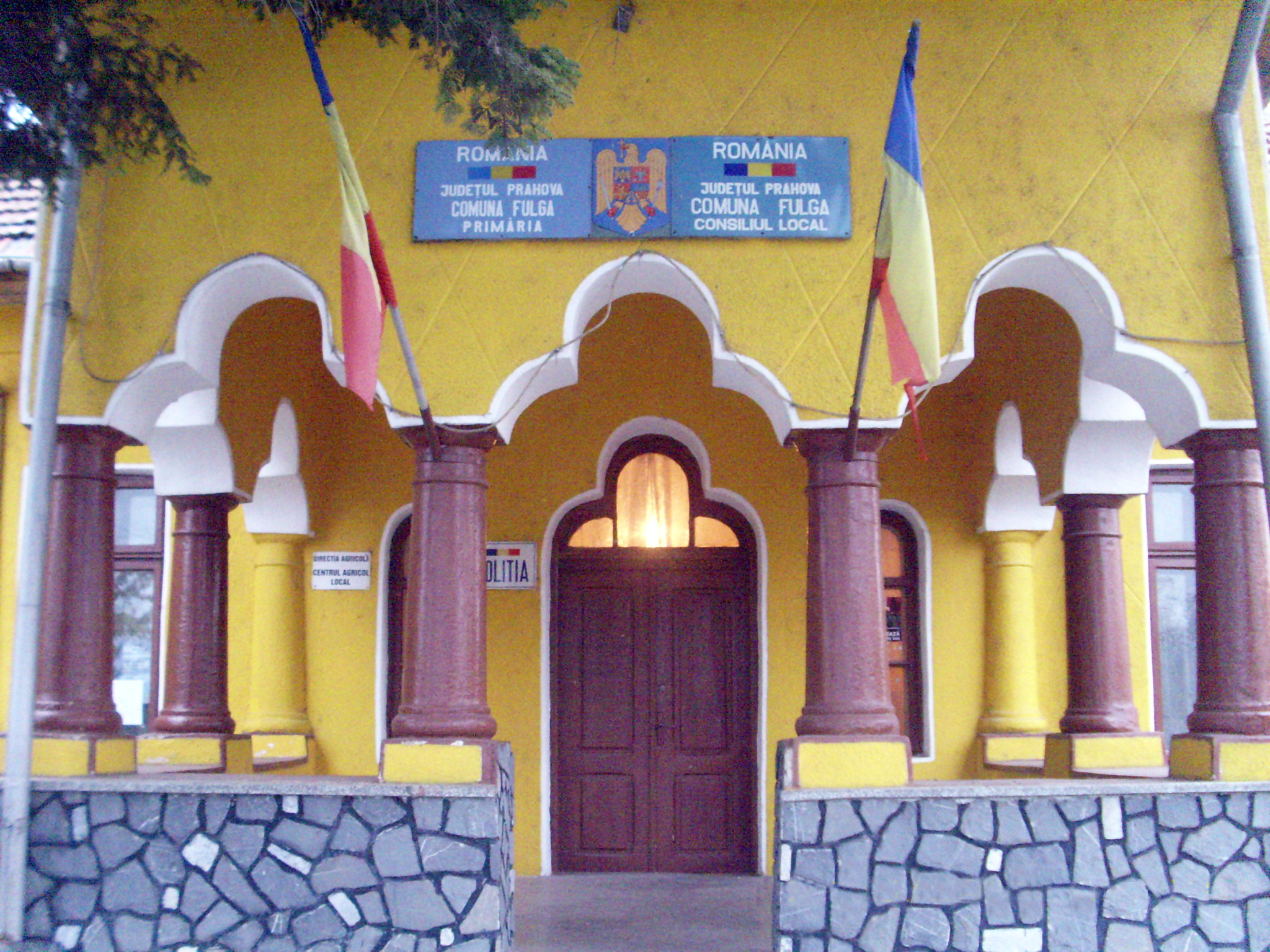
Gemeentehuis